# أمباتو

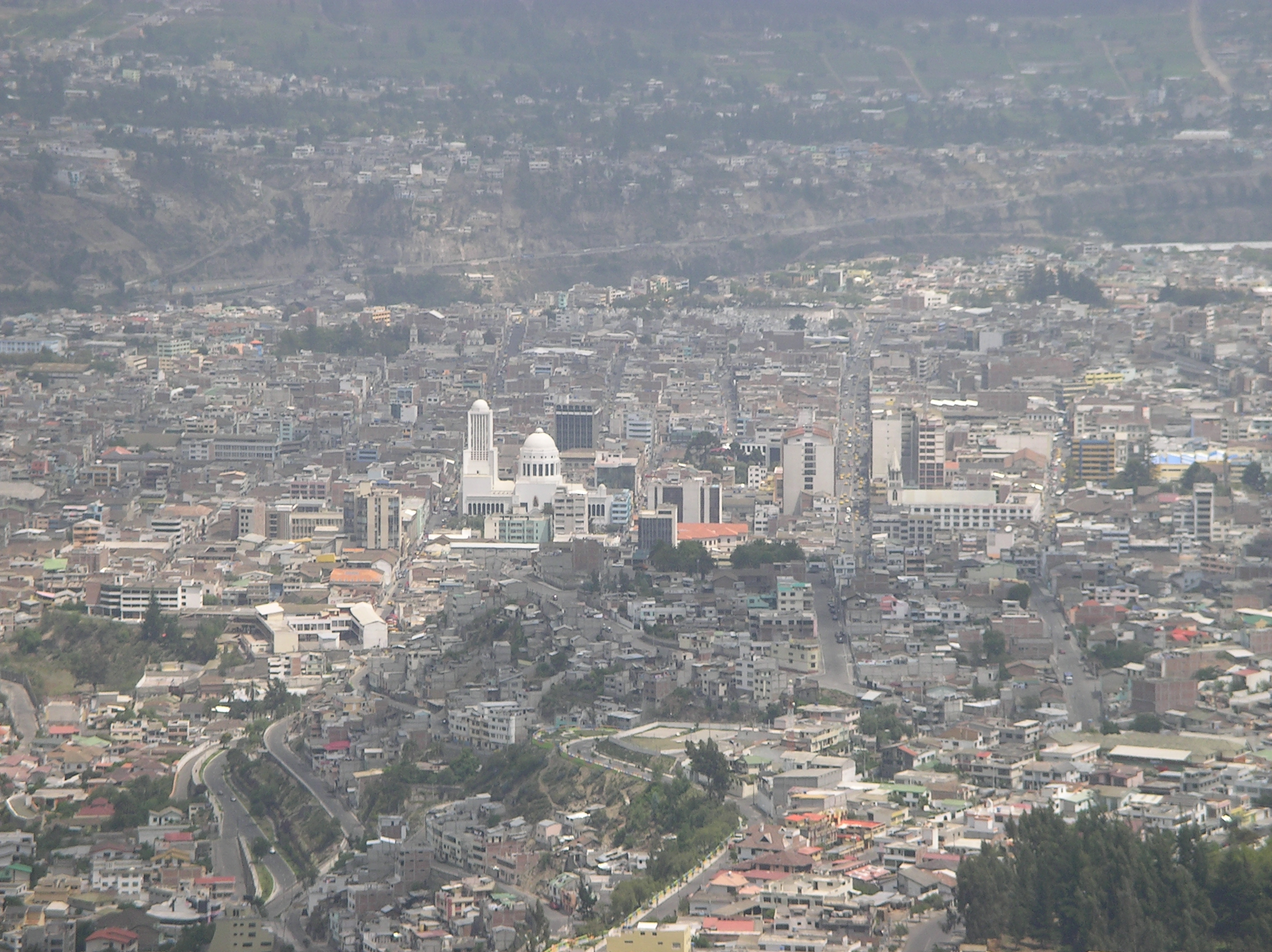
منظر جوي لأمباتو

أمباتو (Ambato) هي مدينة تقع في وسط الإكوادور ويبلغ عدد سكانها 354,095 نسمة (2000).

## المناخ
يظهر الجدول التالي التغييرات المناخية على مدار السنة لأمباتو:
| البيانات المناخية لـأمباتو        | البيانات المناخية لـأمباتو | البيانات المناخية لـأمباتو | البيانات المناخية لـأمباتو | البيانات المناخية لـأمباتو | البيانات المناخية لـأمباتو | البيانات المناخية لـأمباتو | البيانات المناخية لـأمباتو | البيانات المناخية لـأمباتو | البيانات المناخية لـأمباتو | البيانات المناخية لـأمباتو | البيانات المناخية لـأمباتو | البيانات المناخية لـأمباتو | البيانات المناخية لـأمباتو |
| الشهر                             | يناير                      | فبراير                     | مارس                       | أبريل                      | مايو                       | يونيو                      | يوليو                      | أغسطس                      | سبتمبر                     | أكتوبر                     | نوفمبر                     | ديسمبر                     | المعدل السنوي              |
| --------------------------------- | -------------------------- | -------------------------- | -------------------------- | -------------------------- | -------------------------- | -------------------------- | -------------------------- | -------------------------- | -------------------------- | -------------------------- | -------------------------- | -------------------------- | -------------------------- |
| متوسط درجة الحرارة الكبرى °م (°ف) | 20.9 (69.6)                | 21.0 (69.8)                | 20.6 (69.1)                | 20.5 (68.9)                | 20.1 (68.2)                | 19.1 (66.4)                | 18.6 (65.5)                | 19.1 (66.4)                | 20.1 (68.2)                | 21.4 (70.5)                | 22.2 (72.0)                | 21.4 (70.5)                | 20.4 (68.8)                |
| متوسط درجة الحرارة الصغرى °م (°ف) | 9.3 (48.7)                 | 9.4 (48.9)                 | 9.5 (49.1)                 | 9.6 (49.3)                 | 9.4 (48.9)                 | 8.4 (47.1)                 | 7.8 (46.0)                 | 7.7 (45.9)                 | 8.1 (46.6)                 | 8.6 (47.5)                 | 8.6 (47.5)                 | 8.9 (48.0)                 | 8.8 (47.8)                 |
| معدل هطول الأمطار مم (إنش)        | 35 (1.4)                   | 48 (1.9)                   | 58 (2.3)                   | 63 (2.5)                   | 52 (2.0)                   | 39 (1.5)                   | 26 (1.0)                   | 26 (1.0)                   | 32 (1.3)                   | 50 (2.0)                   | 38 (1.5)                   | 37 (1.5)                   | 504 (19.9)                 |
| المصدر:                           |                            |                            |                            |                            |                            |                            |                            |                            |                            |                            |                            |                            |                            |

## توأمة
لأمباتو اتفاقيات توأمة مع كل من:
- أنتوفاغاستا
- سانتا في
- خولياكا

## أعلام
- روزا شاشا
- كارلوس مورتنسن
- إيفان فاليجو
- خورخي إنريكي أدوم
- ولنغتون سانشيز
- خوان ليون ميرا